# 큰이빨털꼬리쥐
큰이빨털꼬리쥐(Batomys dentatus)는 쥐과에 속하는 설치류의 일종이다. 털꼬리쥐속에 속하는 6종의 설치류 중의 하나이다. 필리핀에서만 발견된다. 자연 서식지는 아열대 또는 열대 기후 지역의 건조림이다.